# Groupement TREVI
Pour les articles homonymes, voir Trevi (homonymie) et Groupement.

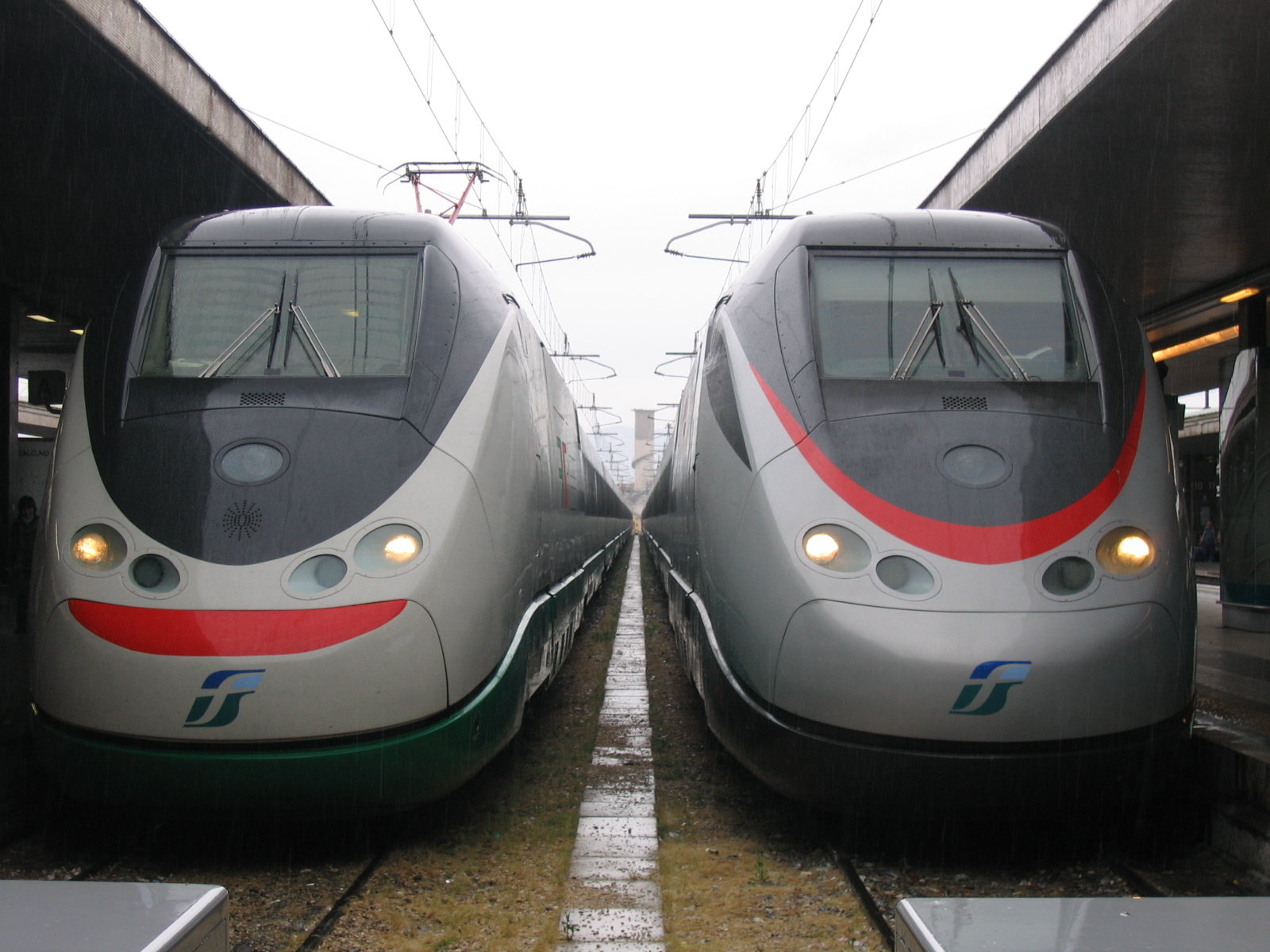
Deux rames ETR.500, en gare de Rome Termini (2007)

Le Consorzio TRE.V.I. S.p.A. - TReno Veloce Italiano - est un groupement temporaire de constructeurs italiens de matériels ferroviaires pour la conception et la construction des rames à grande vitesse italiennes ETR 500 composé des sociétés Ansaldo Trasporti, Breda C.F., Fiat Ferroviaria, Tecnomasio & Firema Trasporti.

## Historique
Le groupement temporaire a été constitué le 21 avril 1983 pour répondre à un appel à candidature des FS de préqualification pour la conception et la fabrication d'une nouvelle rame ETR à grande vitesse non pendulaire. L'attribution de cette première phase d'étude intervint en 1984 et les études de conception, menées sous la direction des FS qui garda la responsabilité de la conception générale et de l'architecture, l'ingénierie des systèmes et la coordination générale de la conception des trains de série. Les études se terminèrent le 13 septembre 1986 avec la confirmation de la part des FS de la validation des études et la commande d'une rame prototype ETRX500 comprenant une motrice E404.000 et une remorque.
Afin de répondre aux exigences des Ferrovie dello Stato (FS), qui souhaitaient acquérir 100 rames ETR500 à grande vitesse pour le transport de voyageurs sur de longues distances dans des délais très courts, le groupement proposa d'élargir le groupement TREVI au constructeur italien Firema Consortium. Cette disposition fut validée par les FS le 30 juin 1987. 
La commande des FS s'est déroulée en plusieurs étapes : 
- le 26 juin 1988, Les FS passent commande de 2 rames prototypes complètes ETRY500 comprenant 2 motrices et 10 remorques qui seront mises en service en 1990[3].
- le 1er août 1991, les FS passent commande ferme de 30 rames complètes ETR500.100 et une option de 70 rames, conformes au prototype ETRY500 qui seront mises en service entre 1995 et 1998.
- en 1997, les FS passent commande de 30 rames ETR500.500 polytensions (3kV CC, 25kV CA et 1,5 kV CC) qui seront mises en service entre 1999 et 2001.
- en 2000, les FS passent commande 64 motrices polytensions pour remplacer les motrices monotension originelles de 1995. Les 30 rames plus les 4 motrices de réserve seront mises en service entre 2004 et 2007.

Nota : La première commande concernait 30 rames en monotension, destinée uniquement au réseau italien. La seconde en polytension afin de faire circuler ces rames sur les réseaux étrangers. La SNCF n'a jamais voulu autoriser l'ETR 500 à pénétrer sur le territoire français pour des raisons de refus de concurrence. Seuls les ETR 460 ont été admis sur le réseau français durant quelques années sur la liaison Milan - Lyon, sans pendulation, et à demi puissance !

## Organisation
Le groupement était constitué des constructeurs nationaux italiens : 
- Ansaldo Trasporti S.p.A. : responsable des pantographes, convertisseurs statiques de services auxiliaires et du système d'information des trains,
- Breda costruzioni ferroviarie S.p.A., responsable de la conception, du l'aménagement intérieur de la rame, des équipements électroniques, du montage et de la gestion globale des rames,
- Fiat Ferroviaria S.p.A. (devenu Alstom Ferroviaria S.p.A.), responsable des bogies moteurs et porteurs et du système de freinage de la rame,
- Tecnomasio S.p.A. (devenu Bombardier Transportation Italy S.p.A., désormais filiale d'Alstom), responsable des équipements de traction,
- Firema Trasporti S.p.A., responsable de la fabrication des caisses de série.

Ce potentiel a regroupé un effectif de 12 000 salariés, plus 10 000 salariés dans les entreprises sous-traitantes pendant les années 1990.
Le groupement dispose des sites de production implantés à :
- Pistoia, Naples, Reggio de Calabre et Palerme pour AnsaldoBreda,
- Savillan, Colleferro et Bologne pour Fiat Ferroviaria,
- Vado Ligure (Bombardier), Caserta, Foligno et Tito pour (Firema).

Nota : Après la livraison des 30 rames de la seconde commande des FS de 1997, le groupement temporaire s'est réduit aux seuls constructeurs AnsaldoBreda, qui avaient fusionné, Bombardier Italy et Firema.